# Petar Bočkaj
Petar Bočkaj (23 lipca 1996) – chorwacki piłkarz, obrońca, zawodnik NK Lokomotiva Zagrzeb. Młodzieżowy reprezentant Chorwacji.